# 아다치 미츠루
아다치 미츠루(あだち 充, 본명: 安達 充 아다치 미쓰루[*], 1951년 2월 9일 ~ )는 일본의 만화가이다. 군마현 이세사키시 출신이며, 군마 현립 마에바시 상업고등학교를 졸업했다.

## 인물
1970년, 디럭스 소년 선데이에 게재한 〈사라진 폭음〉(원작 : 고자와 사토루)으로 데뷔하였다. 아오야마 고쇼, 타카하시 루미코 등과 함께 《주간 소년 선데이》의 주력작가로 꼽히고 있다. 작품은 러브코미디와 스포츠물이 많고, (터치), (미유키), (H2), (러프) 등 다수의 히트작을 배출하여, 애니메이션이나 드라마화한 작품도 많다.
부드럽고 귀여운 그림체로 주간 소녀코믹, 챠오, 프티 코믹 등 소녀지에도 작품을 발표하였다. 친형인 고(故) 아다치 쓰토무가 아다치 미쓰루를 모델로 한 전기만화 《실록 아다치 미쓰루 이야기》를 집필하였다.

## 작품 목록
- 레인보우 맨 (1972년-1973년, TV매거진 친구들, 원작 : 가와우치 야스노리)
- 리틀 보이 (1974년, 소년 선데이 증간호, 원작 : 사사키 마모루)
- 히라히라군 청춘연의 (1975년-1976년, 츄이치 코스, 학연, 원작 : 사사키 마모루)
- 하트 A (1975년, 주간 소녀코믹, 소학관, 원작 : 사이가 아키라)
- 히라히라군 청춘음두 (1976년-1977년, 츄이치 코스, 원작 : 사사키 마모루)
- 가무샤라 (1976년, 주간 소년 선데이, 원작 : 야마사키 주조)
- 첫사랑 갑자원 (1976년, 주간 소녀코믹, 원작 : 야마사키 주조)
- 울보 갑자원 (1977년, 주간 소녀코믹, 원작 : 야마사키 주조)
- 히라히라군 청춘태고 (1977년-1978년, 츄이치 코스, 원작 : 사사키 마모루)
- 나인 (1978년-1980년, 소년 선데이 증간, 소학관) - 승리에 연연하지 않는 고교야구만화
- 태양이여 떠올라라!! (1979년, 주간 소녀코믹, 원작 : 야마사키 주조) - 슬픈 사랑이야기
- 나는 방과후 골목대장 (1979년-1980년, 츄이치 코스)
- 햇살이 좋아! (1980년-1981년, 주간 소녀코믹)
- 미유키 (1980년-1984년, 주간 빅코믹, 소학관)
- 터치 (1981년-1986년, 주간 소년 선데이) - 고교야구와 리듬체조
- 슬로우 스텝 (1986년-1991년, 챠오, 소학관) - 여자 소프트볼과 복싱
- 러프 (1987년-1989년, 주간 소년 선데이) - 경영(자유형)과 다이빙
- 일곱빛깔 무지개(무지개빛 고추) (1990년-1992년, 주간 소년 선데이) - 19세 연애물
- 진베 (1992년-1997년, 빅 코믹 오리지널) - 금지된(?) 사랑
- H2 (1992년-1999년, 주간 소년 선데이) - 고교야구
- 모험소년 (1998년-2006년, 빅 코믹 오리지널, 쇼각칸)
- 미소라 (2000년-2001년, 주간 소년 선데이) - 학원로맨스만화
- KATSU!(카츠!) (2001년-2005년, 주간 소년 선데이) - 복싱만화
- 크로스 게임 (2005년-2010년, 주간 소년 선데이) - 고교야구
- 아이돌 에이스 (2005년, 월간 영 선데이) - 야구
- 쇼트 프로그램 I, II, III (단편집)
- Q and A (2009년-2012년, 월간 소년 선데이 겟선) - 육상(?)
- 아사오카 고교 야구부 일지 - 오버 펜스 (2011년-, 주간 소년 선데이(부정기연재)) - 야구
- 가는 해 오는 해 (2012년-, 빅 코믹 슈페리어)
- 믹스 (MIX) (2012년-, 월간 소년 선데이 겟선) - 고교야구